# Tiazol
Tiazol är en aromatisk, heterocyklisk ring med fem atomer varav tre är kol, en kväve och en svavel. Den har formeln C3H3NS.

## Funktionell grupp
Tiazoler är en grupp organiska föreningar baserade på en tiazol-ring. Den ingår i till exempel tiamin (Vitamin B1). Tiazoler har stora likheter med imidazoler.